# Maret-Mai Otsa
Maret-Mai Otsa, po mężu Višnjova (ur. 22 lutego 1931 w Tartu, zm. 2 maja 2020 w Jõhvi) – estońska koszykarka, występująca na pozycjach rozgrywającej lub rzucającej, reprezentantka ZSRR, multimedalistka światowych imprez koszykarskich. Po zakończeniu kariery zawodniczej pracowała jako działaczka koszykarska, nauczycielka wychowania fizycznego, pełniła też funkcję sędziowską podczas spotkań koszykarskich.

## Osiągnięcia
Na podstawie, o ile nie zaznaczono inaczej.

### Drużynowe
- 3. miejsce w Pucharze Europy Mistrzyń Krajowych (1961)
- Mistrzyni:
  - Estońskiej Socjalistycznej Republiki Radzieckiej (1951–1953, 1955, 1956, 1961, 1962)
  - Białoruskiej Socjalistycznej Republiki Radzieckiej (1963–1967)
  - uczelniana Estonii (1951, 1953)
- Wicemistrzyni Estońskiej Socjalistycznej Republiki Radzieckiej (1957–1960)
- Brąz mistrzostw Estońskiej Socjalistycznej Republiki Radzieckiej (1954)

### Indywidualne
- Order Estońskiego Czerwonego Krzyża IV klasy
- Zaliczona do Galerii Sław Koszykówki Estonii (2010)

### Reprezentacja
Seniorska
- Mistrzyni:
  - świata (1959)[4]
  - Europy (1952, 1954, 1956, 1960)[5][6][7][8]
- Wicemistrzyni:
  - Europy (1958)[9]
  - spartakiady narodów ZSRR (1959)
- 6. miejsce w spartakiadzie narodów ZSRR (1963)

Młodzieżowe
- Mistrzyni:
  - Bałtyckiej Spartakiady (1954)
  - igrzysk młodzieży (1953, 1955, 1957)
- Wicemistrzyni światowych igrzysk studenckich (1954)